# Les Eaux printanières
Pour plus de détails, voir Fiche technique et Distribution.
Les Eaux printanières (en anglais Torrents of Spring, en italien : Acque di primavera) est un film franco-italo-britannique réalisé par Jerzy Skolimowski, sorti en 1989.
C'est l'adaptation du roman du même nom  écrit par Ivan Tourgueniev.

## Fiche technique
- Titre : Les Eaux printanières
- Réalisation : Jerzy Skolimowski
- Scénario : Jerzy Skolimowski et Arcangelo Bonaccorso d'après Ivan Tourgueniev
- Photographie : Witold Sobociński et Dante Spinotti
- Format : Couleurs - 1,85:1 - Dolby - 35 mm
- Genre : drame, romance
- Durée : 101 minutes
- Date de sortie : 1989
- Affiche : Jouineau Bourduge (France)

## Distribution
- Timothy Hutton : Dimitri Sanin
- Nastassja Kinski : Maria Nikolaevna Polozov
- Valeria Golino (VF : Gabriella Bonavera) : Gemma Rosselli
- William Forsythe : Prince Ippolito Polozov
- Urbano Barberini : Baron Von Doenhof
- Francesca De Sapio : Mrs. Rosselli
- Jacques Herlin : Pantaleone
- Antonio Cantafora : Richter
- Krzysztof Janczar : Klueber
- Christian Dottorini : Emilio
- Alexia Korda : Mrs. Stoltz
- Marinella Anaclerio : Luisa
- Pietro Bontempo : homme à lunettes
- Thierry Langerak : La luna
- Xavier Maly : Pulcinella